# Bełczna
Bełczna (deutsch Neukirchen, früher Neuenkirchen)  ist ein Dorf in der polnischen Woiwodschaft Westpommern. Es gehört zur Gmina Łobez (Stadt- und Landgemeinde Labes) im  Powiat Łobeski (Labser  Kreis).

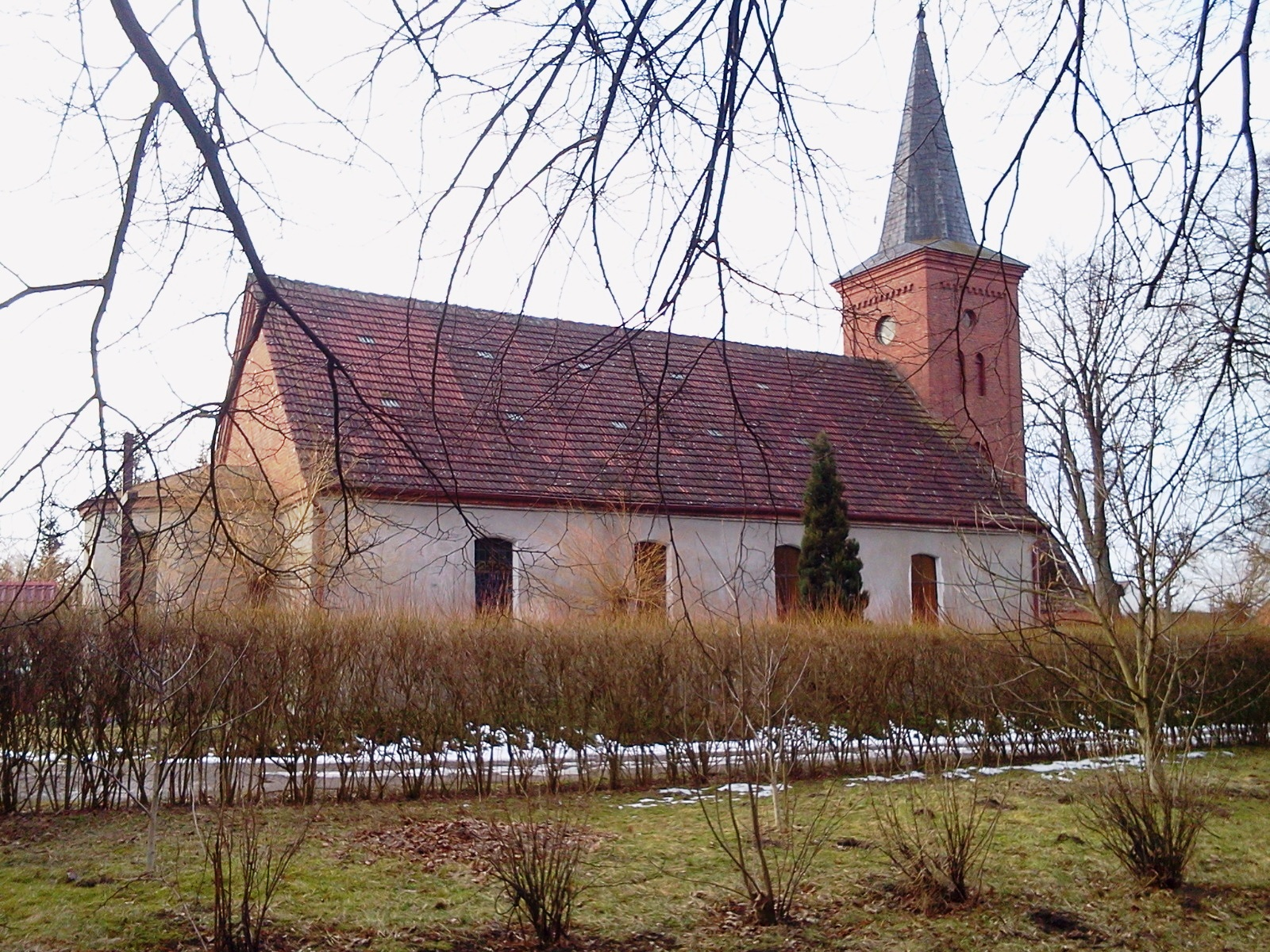
Dorfkirche (2013), bis 1945 Gotteshaus der evangelischen Gemeinde Neukirchen

## Geographische Lage
Das Dorf liegt in Hinterpommern, etwa 15 Kilometer südöstlich der Stadt Resko (Regenwalde), neun Kilometer nördlich der Stadt Łobez (Labes) und sieben Kilometer südsüdöstlich von Starogard (Stargordt).

## Geschichte
Das Dorf war ehemals ein altes pommersches Lehen der in Hinterpommern alteingeborenen Familie Borcke, das im 18. Jahrhundert aus den vier Anteilen A, B, C und D bestand. Die Anteile gelangten später an andere Familien, waren 1817 jedoch unter einem Besitzer vereinigt.
Um 1895 war Rittergutsbesitzer Mützel Eigentümer von Gut und Mühle. 1904 und 1911 wird Rittergutsbesitzer Viktor von Rédei als Eigentümer genannt.
Am 1. April 1927 betrug die Flächengröße des Guts Neukirchen 611 Hektar, und am 16. Juni 1925 hatte der Gutsbezirk 209 Einwohner.
Am Anfang der 1930er Jahre hatte die Gemarkung der Landgemeinde Neukirchen eine Flächengröße von 8,8 km², und im Gemeindegebiet standen zusammen 36 bewohnte Wohnhäuser an zwei verschiedenen Wohnstätten:
1. Bahnhof Neukirchen, Kr. Regenwalde
2. Neukirchen

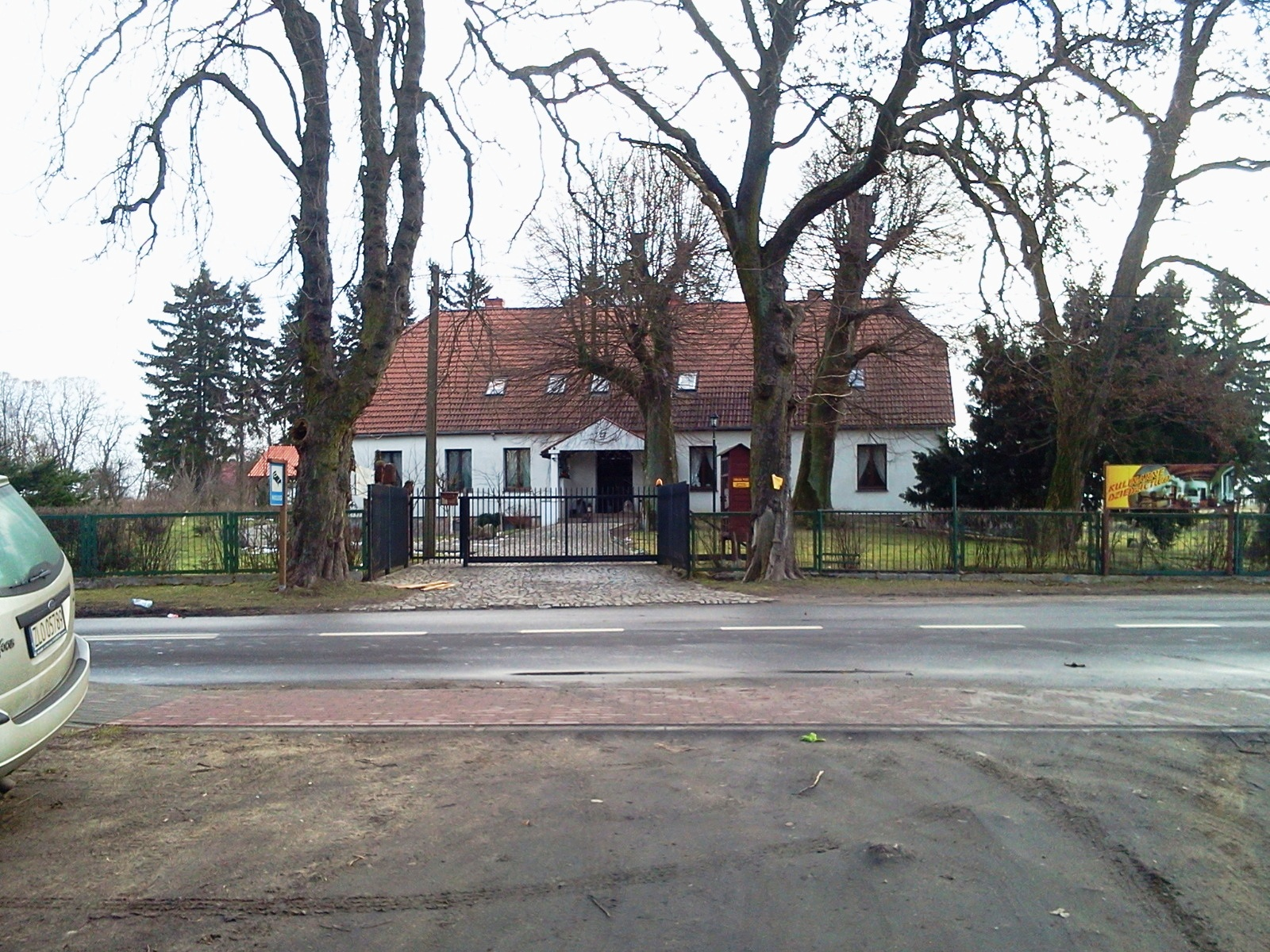
Wohngebäude (2013)
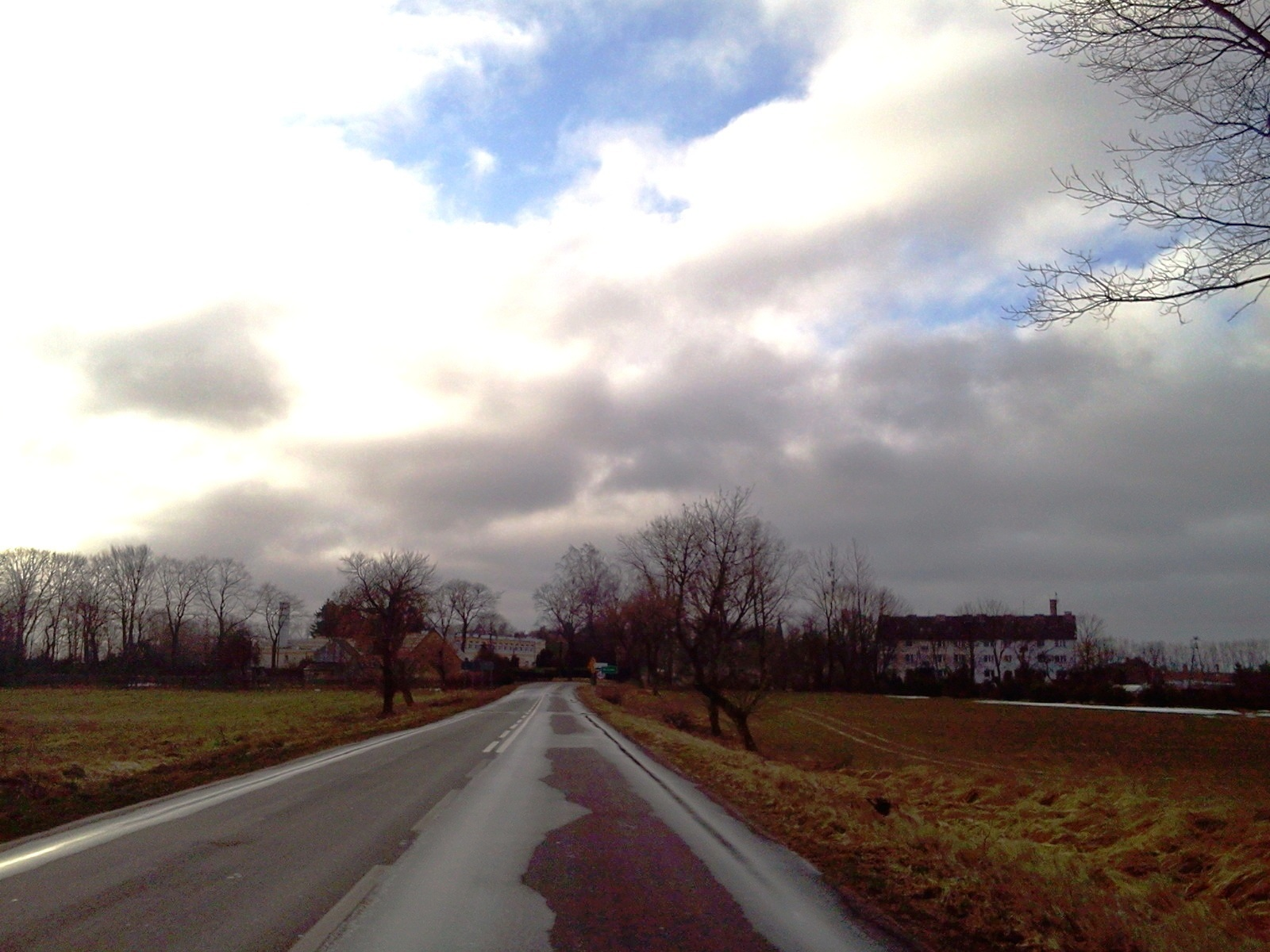
Ortseinfahrt (2013)

Im Jahr 1945 gehörte Neukirchen zum Kreis Regenwalde im Regierungsbezirk Köslin der preußischen Provinz Pommern des Deutschen Reichs. Neukirchen war Sitz des Amtsbezirks Neukirchen.
Gegen Ende des Zweiten Weltkriegs wurde die Region im Frühjahr 1945 von der Roten Armee besetzt. Nach Beendigung der Kampfhandlungen wurde Neukirchen zusammen mit ganz Hinterpommern seitens der sowjetischen Besatzungsmacht der Volksrepublik Polen zur Verwaltung überlassen. Danach begann die Zuwanderung von Polen. Neukirchen wurde unter der Ortsbezeichnung ‚Bełczna‘ verwaltet. In der Folgezeit wurde die einheimische Bevölkerung von der polnischen Administration aus Neukirchen und dem Kreisgebiet vertrieben.

### Demographie
| Jahr | Einwohner | Anmerkungen |
| ---- | --------- | --- |
| 1782 | –         | Dorf mit einem Vorwerk, einer vom Dorfkern entfernten Wassermühle an einem Bach, der in die Rega fällt, einer Mutterkirche und 21 Feuerstellen (Haushaltungen), adlige Besitzung |
| 1818 | 154       | Dorf mit Wassermühle und Mutterkirche, adlige Besitzung |
| 1852 | 316       | Dorf |
| 1864 | 326       | am 3. Dezember, im Guts- und Gemeindebezirk zusammen |
| 1867 | 349       | am 3. Dezember, davon 167 im Dorf und 182 im Gutsbezirk |
| 1871 | 329       | am 1. Dezember, davon 134 im Dorf (130 Evangelische, vier Juden) und 195 im Gutsbezirk (194 Evangelische, ein Katholik)                                                          |
| 1910 | 354       | am 1. Dezember, davon 109 im Dorf und 245 im Gutsbezirk |
| 1925 | 335       | darunter 327 Evangelische und acht Katholiken |
| 1933 | 271       | [ 14 ] |
| 1939 | 269       | [ 14 ] |